# Аји на Соми
Аји на Соми (фр. Ailly-sur-Somme) насеље је и општина у североисточној Француској у региону Пикардија, у департману Сома која припада префектури Амјен.
По подацима из 2011. године у општини је живело 3126 становника, а густина насељености је износила 207,57 становника/km². Општина се простире на површини од 15,06 km². Налази се на средњој надморској висини од 19 метара (максималној 117 m, а минималној 12 m).

## Демографија
| 1962. | 1968. | 1975. | 1982. | 1990. | 1999. | 2011. |
| ----- | ----- | ----- | ----- | ----- | ----- | ----- |
| 2.195 | 2.368 | 4.157 | 3.972 | 3.505 | 3.322 | 3.126 |

График промене броја становника у току последњих година